# ZX Interface 1
ZX Interface 1 es un periférico creado por Sinclair Research para los ZX Spectrum, lanzado al mercado en 1983. Originalmente fue creado para armar una LAN que pudiera ser usada en las escuelas, pero fue revisado antes de su lanzamiento para agregarle un sistema de almacenamiento masivo conocido como ZX Microdrive. Se conectaba en el bus de expansión, quedando bajo el Spectrum y dejando este en una posición inclinada más ergonómica. Para evitar malos contactos tenía dos tornillos que sustituían a dos de la carcasa del Spectrum original (las carcasas de los Spectrum + traían esas perforaciones para seguir garantizando la fijación). Para garantizar la expansión tenía un conector de bus de expansión, por lo que se podía seguir usando el resto de interfaces.
La ZX Interface 1, agregaba además un puerto RS-232 (DE-9 en la trasera) para ser usado con impresoras, capaz de operar hasta los 19.2 kbit/s. El dispositivo ponía a disposición de los usuarios de 2 puertos de red permitiendo conectar hasta 64 ZX Spectrum (y posteriormente Sinclair QL). Este sistema recibió el nombre de ZX NET.

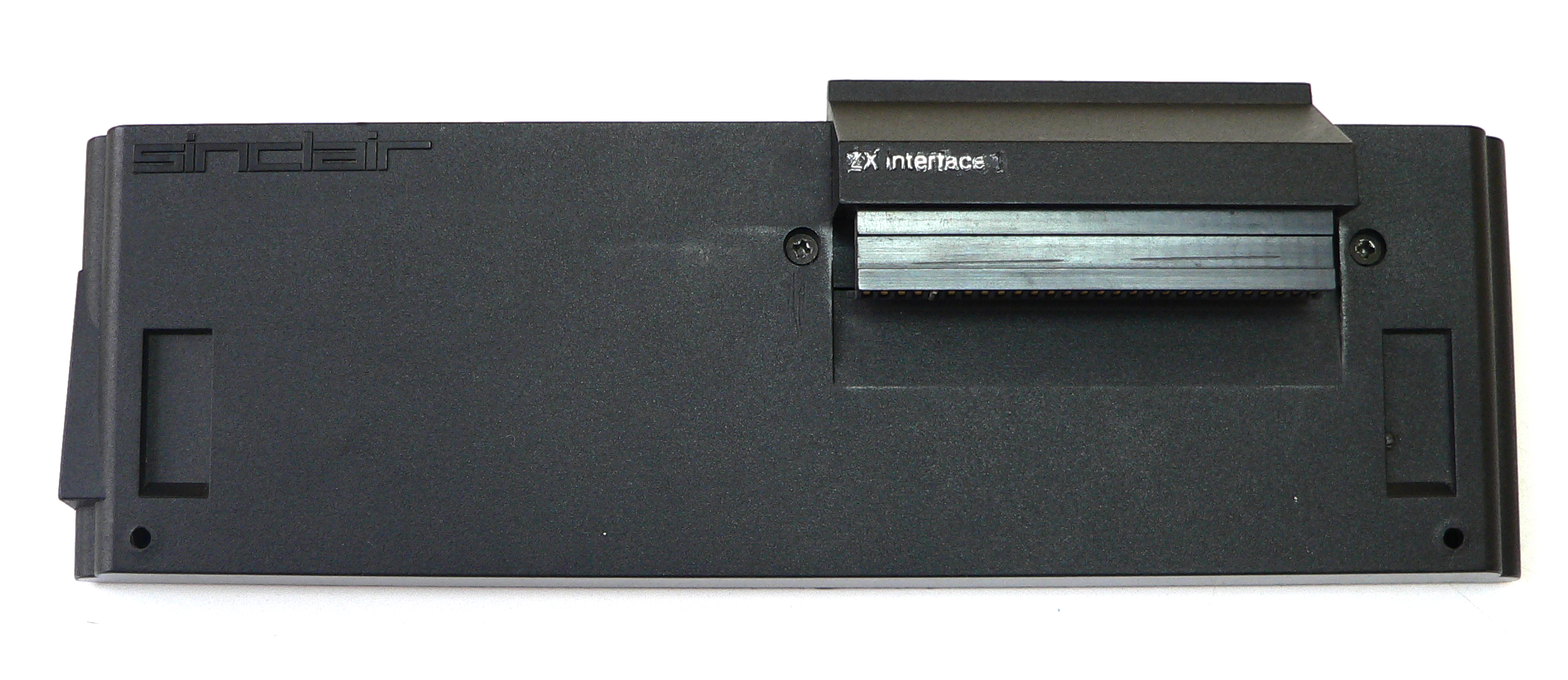
ZX Interface 1 creada por Sinclair Research.

Esto se conseguía conectando una ZX Interface 1 a cada ZX Spectrum que se quisiera conectar, y utilizando un cable de 3 m que venía incluido con la Interface, se procedía a interconectarlos. Los datos podían ser enviados o recibidos a 100 kbit/s a una o varias estaciones, o se podía hacer Broadcasting a todas las estaciones actuando una como Servidor y las otras como Clientes. Otra característica que posee la ZX Interface 1, es la de controlar hasta 8 unidades de ZX Microdrive, que podían ser puestas a disposición de la ZX NET, accediendo a una unidad a la vez por cualquiera de los clientes conectados. Se podía conectar también una ZX Printer, y ponerla a disposición de la ZX NET.
La Interface 1 tenía en su interior una memoria ROM de 8Kb que incluía el software para manejar los ZX Microdrives, el puerto RS-232 y la conectividad de red. Esta ROM agregaba comandos al ZX Spectrum como OPEN #, CLOSE #, MOVE, ERASE, CAT y FORMAT, si bien estos comandos aparecen impresos en el teclado del ZX Spectrum, estos no cumplen su función si no hay una ZX Interface 1 conectada a la máquina. Para evitar incompatibilidades, se recurría a paginar esa ROM en lugar de parte de la ROM del Spectrum cuando era necesario acceder al código. No obstante presentó algunos problemas con juegos que utilizaban la parte de RAM reservada para el control de los microdrives.
Una variación de la ZX NET fue la que se utilizó con el Sinclair QL recibiendo el nombre de QLAN, y fue pensada para tener interoperabilidad con la ZX NET, pero por diferencias de velocidades esta fue problemática.